# Jardin de la Rue-Rébeval
Le jardin de la Rue-Rébeval est un espace vert du 19e arrondissement de Paris.

## Situation et accès
Le site est accessible par les 13-15, rue Rébeval.
Il est desservi par les lignes 2 et 11 à la station Belleville.

## Origine du nom
Il est ainsi nommé en raison de sa proximité avec la rue éponyme, laquelle rend hommage au général d'Empire Joseph Boyer de Rébeval (1768-1822), défenseur du quartier en 1814.